# Union libérale israélite de France
L'Union libérale israélite de France (ULIF) est la première synagogue libérale française, créée en 1907 et située 24, rue Copernic, dans le 16e arrondissement de Paris. Elle est aussi connue comme la « synagogue de la rue Copernic ».

## Présentation
L'ULIF est une institution dont la devise est « tradition, dialogue et ouverture ». Association cultuelle et culturelle, l'ULIF est une institution, une synagogue de tradition dite « libérale », au sens français du terme, c'est-à-dire moderniste.

## Historique
L'ULIF est créée en 1907 par le rabbin Louis-Germain Lévy. Depuis 1999, le représentant de l'ULIF a régulièrement été élu membre du bureau directeur du Conseil représentatif des institutions juives de France (CRIF). En décembre 2007, l'ULIF célèbre son centenaire sous le haut patronage de Simone Veil.

### L'attentat du 3 octobre 1941
Dans la nuit du 2 au 3 octobre 1941 à 5 h 15 du matin, un attentat est organisé par le Mouvement social révolutionnaire (MSR), parti d'extrême droite fondé par Eugène Deloncle. La bombe causa la destruction partielle de l’édifice de la rue Copernic.

### L'attentat du 3 octobre 1980
Le vendredi 3 octobre 1980, date d'anniversaire de l'attaque de 1941 et veille de Chabbat, alors qu'était célébrée la fête de Sim'hat Torah réunissant un grand nombre de fidèles, la synagogue est la cible d'un nouvel attentat à la bombe, qui fait cette fois quatre morts et vingt blessés. L'explosion provoquait selon une victime un « chaos total ».
Le Premier ministre Raymond Barre déclenche alors une polémique lors d'une déclaration lourde de sens dans laquelle il « regrettait la mort de Français innocents » en les opposant aux fidèles juifs qui étaient encore par chance à l'intérieur de la synagogue quand la bombe a explosé dans la rue juste devant l'entrée. Plus de trente ans après les faits, l'enquête judiciaire menée par la justice française est toujours en cours. Soupçonné d'être l'auteur de cet attentat, Hassan Diab, résident canadien, après avoir épuisé tous les recours judiciaires au Canada pour éviter son extradition vers la France, est finalement extradé en novembre 2014, puis mis en détention provisoire, où il se trouve depuis cette date.

### Association avec le Mouvement juif libéral de France
Le 23 septembre 2019 est annoncée la création de l'association Judaïsme en mouvement (JEM) regroupant dans une « maison commune », l'Union libérale israélite de France et le Mouvement juif libéral de France.

## La synagogue
Le bâtiment d’origine, un atelier de peintre situé au 24 rue Copernic, fut loué en 1907, puis acheté en 1921. Dès 1923-1924, ayant fait l'acquisition de l'immeuble, la communauté fit construire la synagogue actuelle, l'oratoire d'origine étant conservé comme salle de Kiddouch. Le nouvel édifice fut réalisé dans le style Art déco, de ce fait assez rare en son genre. En effet, elle date d’une époque où l’on ne construisait plus de synagogues, en raison de la montée de l’antisémitisme.
L’édifice fut l’œuvre de Marcel Lemarié (1864-1941), architecte théoricien (auteur de L’Architecture moderne et l’hygiène, 1901) adepte de matériaux nouveaux, et auteur de constructions remarquables telles que le Palais de la Danse de l’Exposition de 1900, l’édifice qui devint le cinéma Belleville Pathé, la Direction des Postes, 93 bd. du Montparnasse et le cinéma Louxor. Le château de Toussus-le-Noble (1900) est classé monument historique. L’orientation moderniste de Lemarié ne l’empêchait pas d’exprimer son grand attachement au patrimoine, déclarant : « Nous devons lutter pour conserver intact l’héritage artistique de nos anciens. » (1909). En 1968, la salle fut agrandie grâce à l'acquisition de l'immeuble situé au 22 de la rue Copernic, et le bâtiment fut exhaussé de deux étages.
L’élément le plus remarquable de la synagogue de la rue Copernic: une petite coupole repose sur un plafond plat, au lieu que son poids soit distribué directement sur les murs porteurs, une prouesse architecturale. La salle est d'un format carré, avec l'arche sainte et la bimah rapprochées. Des frises en bas-relief aux murs, caractéristiques du style Art Déco, portent des inscriptions hébraïques en lettres dorées ou, autour de l'arche sainte représentant une lyre, un vase, une ménorah. Au plafond, au-dessus de la bimah paraît une verrière datant de 1924, et signée Pierre-Jules Tranchant (né en 1882), élève de Jean-Paul Laurens. Elle représente une étoile de David rayonnante. Les motifs de la verrière sont repris dans les vitres de la coupole.
Après l’attentat du 3 octobre 1941, l’édifice fut partiellement détruit. La communauté le reconstruisit dès 1946.
En 2021, l'Union libérale israélite de France souhaite faire raser l'édifice pour reconstruire une synagogue plus grande. Plusieurs associations de défense du patrimoine et de riverains demandent le classement de la synagogue Art déco au titre des monuments historiques.

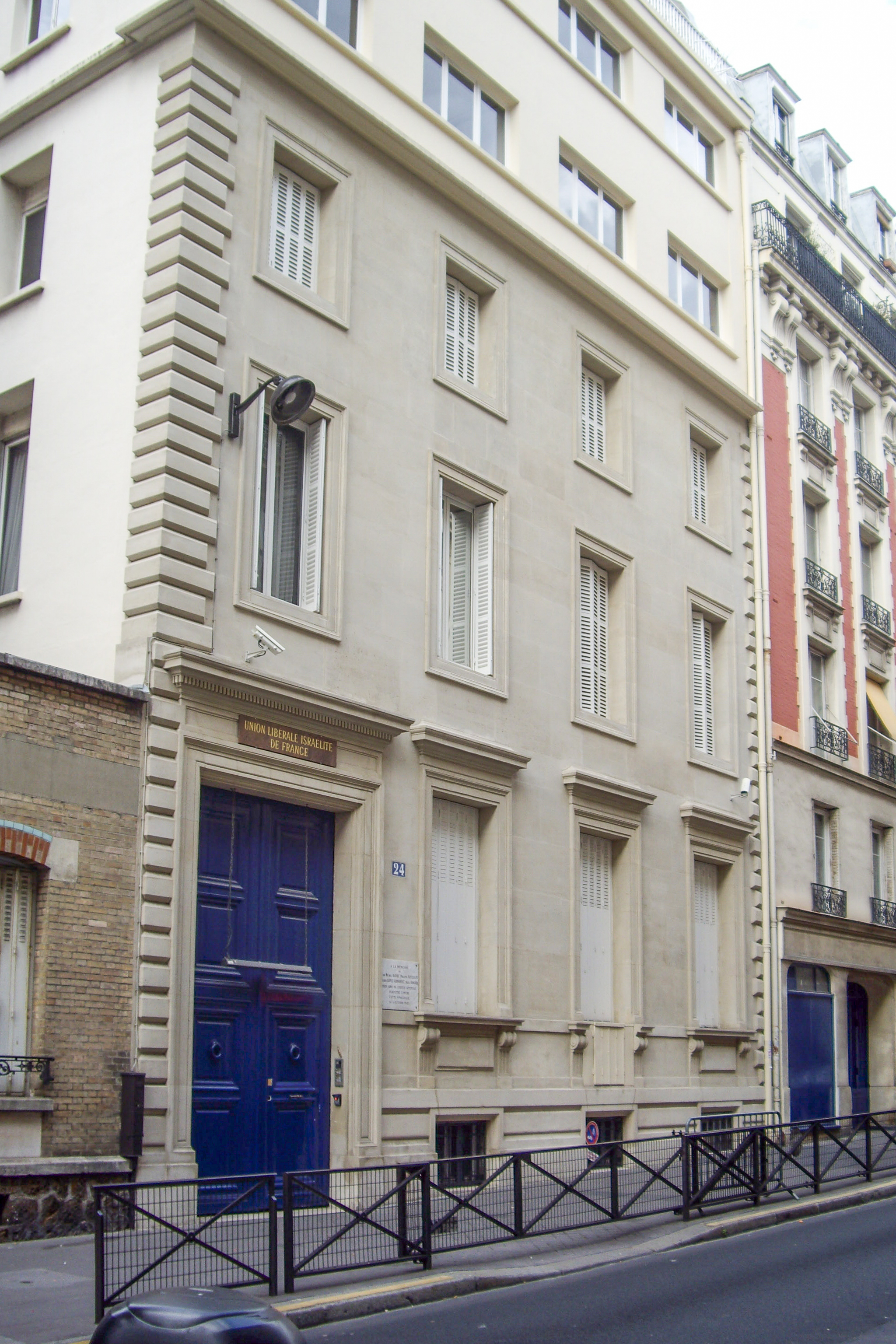
Synagogue du 24 rue Copernic, Paris 16e.
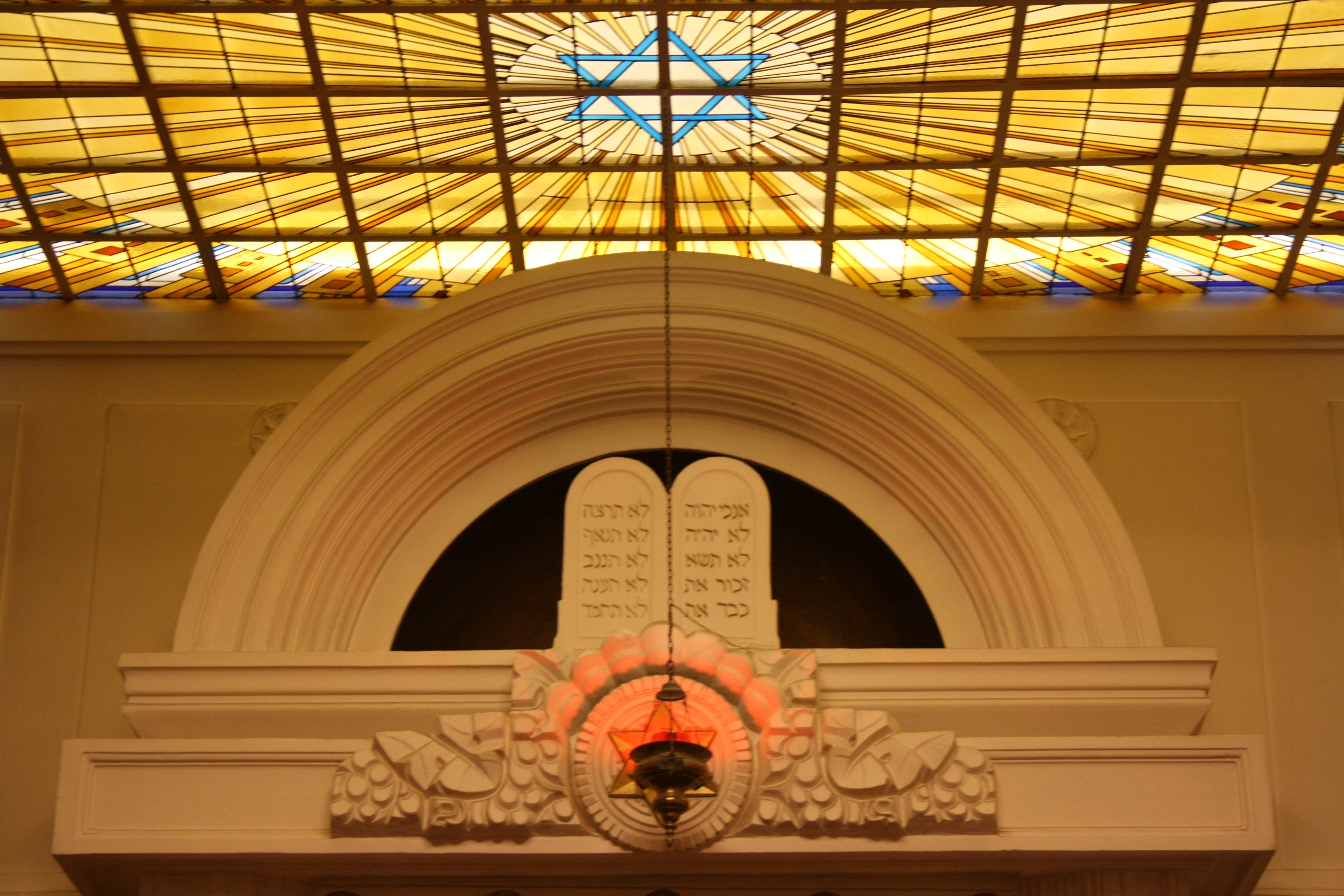
Vue intérieure.
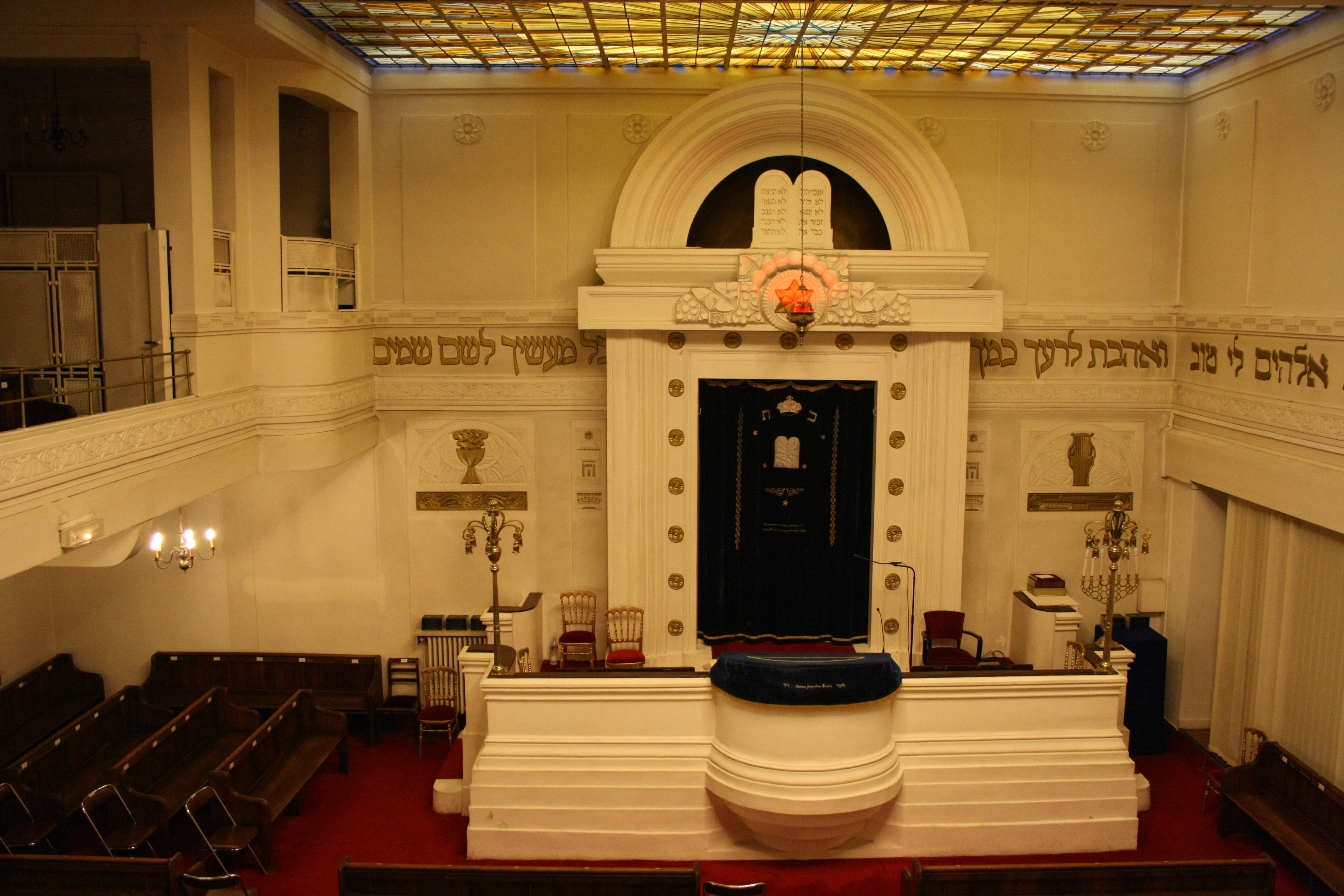
Vue intérieure.

## Spécificité de l'ULIF
La mission de l'ULIF est d'encourager la redécouverte — et pour beaucoup de Juifs, la découverte tout court — de la richesse de leurs propres traditions spirituelles et religieuses méconnues ou délaissées.
Le judaïsme libéral, tel que pratiqué à l'ULIF, fonde ses principes sur les sources traditionnelles, en s'inscrivant dans la continuité de l'histoire juive en général.
Sur le plan liturgique, l’ULIF est la seule à perpétuer en France une tradition musicale dite « consistoriale » depuis que l’orgue et les chœurs mixtes ont été bannis des offices célébrés dans ces synagogues à la fin des années 1970.
Sur le plan de la Halakha, les décisions rabbiniques sont prises en fonction de critères jurisprudentiels qui permettent de répondre aux situations particulières, critères pouvant être interprétés avec une certaine souplesse, mais qui sont bien fixés.
L'ULIF est membre de la WUPJ (World Union for Progressive Judaism) et de l'EUPJ (European Union for Progressive Judaism).

## Figures importantes

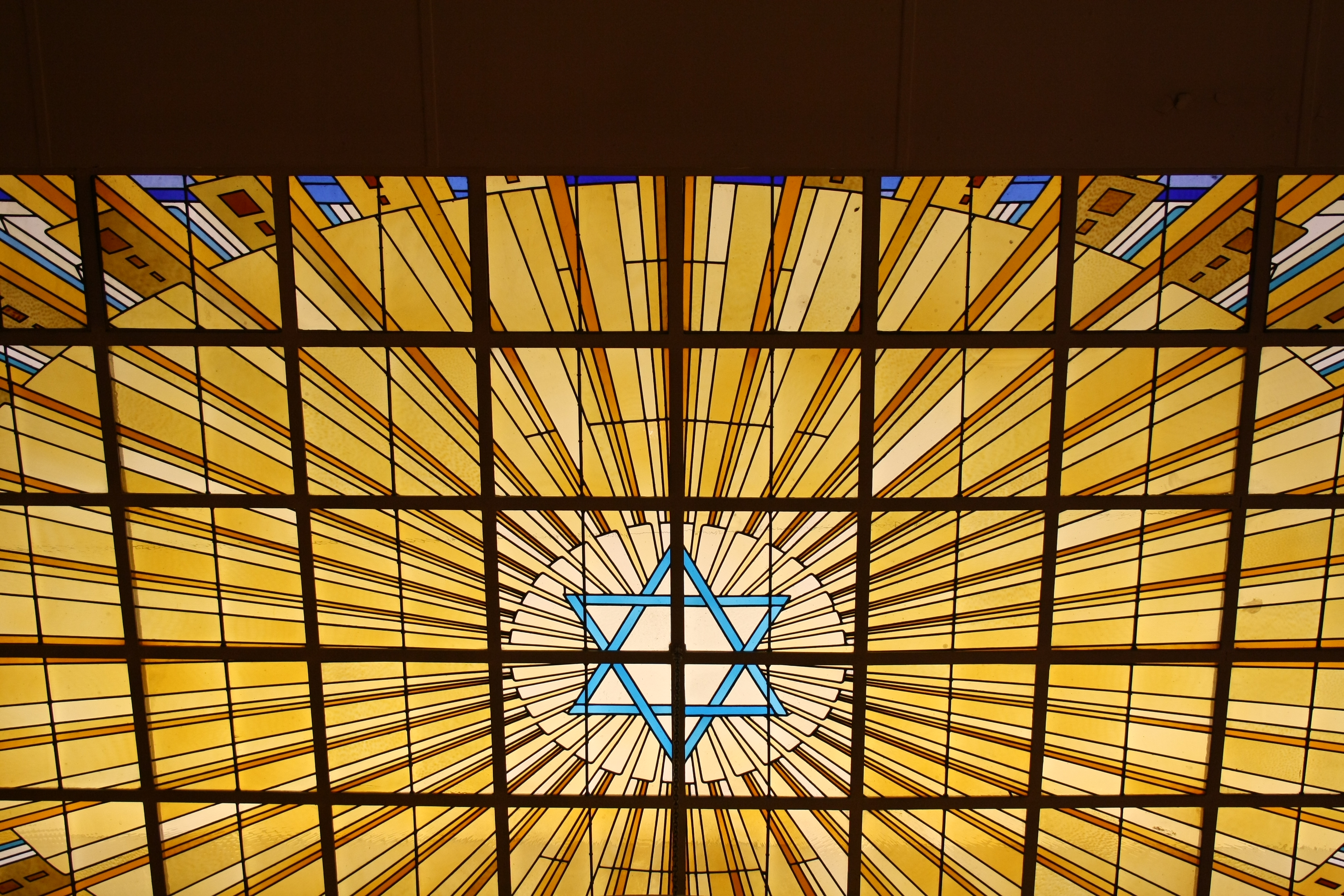
Vitrail intérieur, synagogue Copernic.

- Louis Germain Lévy, premier rabbin
- Théodore Reinach
- Colette Kessler, élève du rabbin André Zaoui et petite cousine du rabbin Louis-Germain Lévy, est nommée directrice du Talmud Torah[10]
- Émile Kaçmann, hazzan
- Aimé Pallière

### Rabbins de la communauté
- Louis Germain Lévy
- André Zaoui
- Nissim Gabbay
- Daniel Farhi
- Michael Williams
- Yossef Kleiner
- Philippe Haddad
- Jonas Jacquelin
- Gabriel Farhi

## La Communauté
Dans cette communauté, hommes et  femmes participent ensemble et sans séparation à l'office accompagné par un chœur mixte et un orgue liturgique.
La participation active des femmes se traduit lors de la Bat Mitzva ou à d'autres cérémonies par la lecture de la Torah ou de la Haphtara. Depuis décembre 2014, les femmes, au même titre que les hommes, peuvent monter au Séfer Torah et faire la lecture publique de la Torah, et les filles célébrant leur Bat Mitsva peuvent, si elle le désirent, lire la Paracha dans les rouleaux de la Torah.
La participation des garçons, quant à elle, se traduit par la lecture de la Paracha lors de la Bar Mitzva.
L'ULIF publiait sa revue trimestrielle Hamevasser (« Le Messager »), bulletin de liaison de l'association, dans lequel sont notamment traités des dossiers sur des sujets d'actualité ou ayant trait au judaïsme. Michaël Bar Zvi en a été le rédacteur de 2003 à 2016. Yaël Hirsch lui a succédé à ce poste. Le Messager est devenu Chema depuis le rapprochement de l'ULIF et du MJLF en 2017 avec la création de l'association « Judaïsme en mouvement » (JEM).

### Rabbins
| Période               | Nom                                          |
| --------------------- | -------------------------------------------- |
| 1907 - 1946           | Louis Germain Lévy                           |
| 1946 - 1969           | André Zaoui                                  |
| 1961 - 1969           | Nissim Gabay                                 |
| 1969 - 1976           | Daniel Farhi                                 |
| 1976 - 2012           | Michael Williams                             |
| août 2012 - juin 2014 | Yossef Kleiner                               |
| Depuis septembre 2014 | 1er rabbin : Philippe Haddad Jonas Jacquelin |
| Depuis juillet 2021   | Gabriel Farhi                                |

### Hazzanim
| Période     | Nom               |
| ----------- | ----------------- |
| 1924 - 1939 | Monys Lévy        |
| 1945 - 1946 | Jacques Berlinski |
| 1946 - 1991 | Émile Kaçmann     |
| Depuis 1992 | Armand Benhamou   |
| 2013-2018   | Benjamin Huglo    |

### Présidents

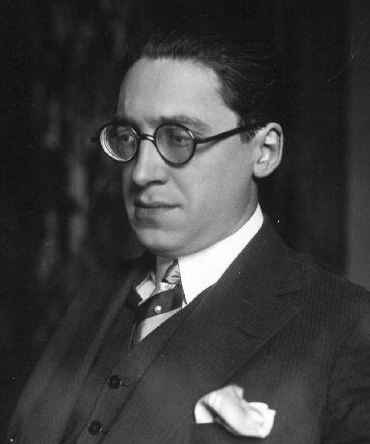
Maurice Lehmann.

| Période     | Nom                    |
| ----------- | ---------------------- |
| 1907 - 1910 | Louis Simon            |
| 1910 - 1923 | Salvador Levi          |
| 1923 - 1933 | René Heyman            |
| 1933 - 1935 | Gaston Bach            |
| 1935 - 1943 | André Baur             |
| 1945 - 1948 | Maurice Lehmann        |
| 1948 - 1970 | Marcel Greilsammer     |
| 1970 - 1977 | André Ullmo            |
| 1978 - 1989 | Lucien Finel           |
| 1989 - 2011 | Claude Bloch           |
| Depuis 2011 | Jean-François Bensahel |

### Actions
- Le prix Copernic est remis pour promouvoir le dialogue, la fraternité et la paix, récompensant chaque année des personnes physiques ou morales s'étant particulièrement distinguées par un projet ou une réalisation dans ces domaines.
- L'organisation annuelle d'un voyage du souvenir à Auschwitz.
- L'organisation de grandes conférences-débats sur des thèmes de l'actualité ou de l'évolution de la société civile.
- L'organisation de concerts ayant un lien avec le judaïsme.